# Locomotiva FS 183
Le locomotive gruppo 183 sono state un piccolo gruppo di macchine a vapore con tender di rodiggio 1 B che le Ferrovie dello Stato acquisirono, dopo il 1906, in seguito agli accordi per il riscatto delle linee e dei rotabili della Società italiana per le strade ferrate meridionali presso la quale erano immatricolate come gruppo SFM 105.

## Storia
Le locomotive, in numero complessivo di 11 unità, vennero costruite nel 1872 per conto della Società italiana per le strade ferrate meridionali dalla Sharp, Stewart and Company di Manchester. Le macchine vennero catalogate come SFM 105 e svolsero principalmente servizio viaggiatori. In seguito alla statizzazione, dal 1906 vennero acquisite nel parco delle Ferrovie dello Stato e costituirono il gruppo 183. Al 31 dicembre 1914 ne risultavano immatricolate ancora 7 unità. Essendo di poca potenza e di concezione obsoleta vennero radiate alle soglie degli anni venti.

## Caratteristiche tecniche
La locomotiva, concepita essenzialmente per servizio viaggiatori, fu costruita con due ruote grandi accoppiate da 1.920 mm di diametro e asse anteriore portante secondo una configurazione molto usata nella seconda metà del secolo XIX; era a vapore saturo, a 2 cilindri esterni, a semplice espansione.
La caldaia che equipaggiava le unità era lunga 5.560 mm e conteneva un volume d'acqua (misurata a 10 cm sopra il cielo del forno) di 2,68 m³ e un volume di vapore di 1,16 m³; la sua pressione di taratura era di 9 bar. Il quantitativo orario di vapore asciutto prodotto era di 4.210 m³.
Il forno, delle dimensioni di 1.450 x 1.088 mm, era alto in media 1.325 mm sul piano della graticola della superficie di 1,46 m².
Il numero di tubi bollitori era di 170, di diametro 50/45 mm con lunghezza tra le piastre estreme, di 2.980 mm. La superficie di riscaldamento tubiera era di 71,63; la superficie di riscaldamento estesa sulla volta del forno era di 7,6 m² per un totale di superficie di riscaldamento pari a 79,23 m².
Le prestazioni della macchina permettevano alle unità uno sforzo di trazione massimo di 3.960 kg e continuo (alla velocità di 45 km/h) di 2.160 kg; le locomotive sviluppavano una forza di spunto alla partenza, con coefficiente di aderenza 1/7, di 3.330 kg.
Il motore delle locomotive 170 era costituito da 2 cilindri esterni del diametro di 432 mm che facevano una corsa di 560 mm; il vapore era addotto mediante cassetti piani azionati da un meccanismo della distribuzione sistema Stephenson. La velocità raggiunta era di 70 km/h e la potenza sviluppabile in continuità di 360 hp alla velocità di 45 km/h.
Le locomotive, che pesavano in assetto di servizio 32,7 t ed avevano un peso aderente di 23,3 t, erano dotate solo delle apparecchiature del freno a controvapore mentre avevano il freno a mano agente sulle ruote del tender accoppiato a tre assi della massa totale di 24,5 t in grado di trasportare una quantità di acqua di 7,5 m³ e di carbone di 4 t.